# Navoj
Navoj je osnovni dio vijka i matice preko kojega se prenose spojne sile. Temelj navoja je zavojnica. Zavojnica je krivulja koja se dobije obavijanjem kosog pravca oko valjka. Ako se kosi pravac obavija oko stošca dobije se konusna zavojnica. Smjer obavijanja pravca može biti lijevi ili desni, pa se razlikuju lijeva i desna zavojnica. Desna zavojnica se dobije obavijanjem pravca oko rotacijskog tijela u smjeru kazaljke na satu, dok se lijeva zavojnica dobije obavijanjem u smjeru suprotnom od kazaljke na satu.
Ako se oko valjka obavija dvije ili više paralelnih zavojnica dobije se dvovojna ili viševojna zavojnica. Udaljenost između dvije točke iste zavojnice koje leže na istoj osi naziva se visina zavoja ili korak zavojnice. Dio zavojnice između tih točaka je jedan zavoj. Kut nagiba
obavijenog pravca, koji je jednak kutu između tangente zavojnice i normalne ravnine na njezinu os, naziva se kut uspona zavojnice.
Navoj nastaje gibanjem geometrijskog tijela određenog profila po zavojnici. S obzirom na to da se razlikuje lijeva i desna zavojnica, razlikuje se desni i lijevi navoj. Navoj koji se obavija po vanjskoj plohi valjka naziva se vanjski navoj, a navoj koji se obavija po unutarnjoj plohi valjkaste šupljine naziva se unutarnji navoj. Vijak je svaki strojni dio koji ima vanjski navoj, a matica je dio koji ima unutarnji navoj. Kako bi se vijak mogao spojiti s maticom, navoji vijka i matice moraju biti usklađeni. Glavna dimenzija navoja je nominalan promjer navoja. Nominalan promjer navoja je uvijek vanjski promjer navoja, te je označen s d za vijke i D za matice.

## Vrste navoja
Profili navoja dijele na plosnate i trokutaste. Profil plosnatog navoja je kvadrat i zato se takav navoj naziva i kvadratni navoj. Navoji kojima je teorijski profil trokut dijele se na više vrsta: metrički navoj, cjevni (Whithworthov) navoj, trapezni navoj, pilasti navoj, obli navoj. 

### Metrički navoj
Metrički navoj s trokutastim profilom ISO ima teorijski profil jednakostraničnog trokuta s kutom profila navoja 2β = 60°. Razlikuju se normalni i fini metrički navoji. Normalni metrički navoji se najviše upotrebljavaju u općoj strojogradnji, a prvenstveno kod pričvrsnih vijaka i matica. Fini metrički navoji koriste se u slučajevima kada se traži što manje slabljenje elemenata vijčanog spoja, velika sigurnost od odvijanja, mali i točni pomaci vijka ili matice u aksijalnom smjeru itd.  
Osnovni profil navoja vijaka s metričkim navojem standardiziran je prema ISO 261, a dimenzije navoja prema ISO 724, odnosno DIN 13 T1 (normalni navoj) i DIN 13 T12 (fini navoj). Navoji su podijeljeni u tri reda prednosti. Prvenstveno se koriste navoji prvog reda prednosti, u posebnim slučajevima navoji drugog reda prednosti, a samo iznimno trećeg.  
Normalni metrički navoji označavaju se slovom M i nominalnim promjerom navoja d u mm, npr. M 20. Kod finih metričkih navoja uz oznaku se još dodaje i veličina koraka P u mm, npr. M 20×1,5. Ako se radi o lijevom navoju, oznaci navoja dodaje se i međunarodna oznaka LH (engl. left-hand), npr. M 20 X 1,5 LH.

### Cijevni navoj
Cijevni navoj ili Whithworthov cijevni navoj ima teorijski profil jednak jednakokračnom trokutu s kutom profila navoja 2β = 55°. Profil navoja zaobljen je na tjemenu i u korijenu navoja, te je standardiziran prema ISO 228, DIN 2999 i DIN 3858. Zbog mogućnosti dobrog brtvljenja upotrebljavaju se za spajanje cijevi vodovodnih ili plinskih instalacija i raznih armatura. Nominalni promjer cjevastog navoja slaže se s unutarnjim promjerom cijevi. Označuje se slovom R i nominalnim promjerom u inčima, npr. R 1/2″.

### Whithworthov navoj
Whithworthov navoj ili Whithworthov normalni navoj ima teorijski profil jednak jednakokračnom trokutu s kutom profila navoja 2β = 55°. Osnovna jedinica dimenzija vijaka je u inčima, pa na primjer Whithworthov navoj od 15/8“ ima vanjski promjer 41,277 mm. Međutim, u zemljama koje se služe metričkim sustav samo se vanjski promjer tih vijaka zadaje u inčima, a sve ostale dimenzije u milimetrima. Profil navoja zaobljen je na tjemenu i u korijenu navoja.

### Trapezni navoj
Osnovica trapeznog navoja je jednakokračan trokut s kutom profila 2β = 30°, a teorijski profil mu je trapez. Trapezni navoj zamjenjuje nekada često korišten kvadratni navoj, jer se zbog automatskog centriranja vijak s trapeznim navojem lakše pomiče nego vijak s kvadratnim navojem. Najviše se koristi za pokretne navojne spojeve, npr. vretena u dizalima, škripcima, prešama i sl. Oblik trapeznog navoja standardiziran je prema ISO 2901, a osnovne dimenzije prema ISO 2902 i DIN 103. Standardi razvrstavaju navoje prema nominalnom promjeru navoja d u tri reda prioriteta, pri čemu navode za svaki nominalan slučaj preporučene i moguće korake navoja P. Trapezni navoj označava se slovima Tr, te nominalnim promjerom navoja d i korakom navoja P u mm, npr. Tr 20 × 4. Za pričvršćivanje upotrebljava se samo na onim vijcima koji služe za naročito opterećene vijčane spojeve, ili one koji se često rastavljaju (trapezni navoji se manje troše).

### Pilasti navoj
Osnovica pilastog navoja je pravokutni trokut s kutom profila β = 30°. Koristi se za vretena koja puno rade jer ima manje trenje od trapeznog navoja, ali prenosi velike sile samo u jednom smjeru. Pilasti navoji prvog reda prioriteta se koriste za uobičajenu upotrebu, pilasti navoji drugog reda prioriteta se koriste za posebne slučajeve, a trećeg prioriteta nalazimo samo u starim konstrukcijama. Pilasti navoj označava se slovima S, te nominalnim promjerom navoja d i korakom navoja P u mm, npr. S 20 × 4.

### Obli navoj
Obli navoj se koristi za spojnice željezničkih vagona, jer je neosjetljiv na oštećenje i prljavštinu. Obli navoj označava se slovima Rd, te nominalnim promjerom navoja d i korakom navoja P u inčima, npr. Rd 20 × 1/8. 

### Obli elektro-navoj
Obli elektro-navoj ili Edisonov navoj se koristi za grla električnih žarulja i električne osigurače.  Obli elektro-navoj označava se slovima E, te nominalnim promjerom navoja d u mm, kao npr. E 27.

## Poveznice
- Kontrolni češalj za navoj